# Anders Gärderud
Sven Anders Gärderud (né le 28 août 1946 à Stockholm) est un athlète suédois spécialiste du 3 000 mètres steeple.

## Carrière
Il débute l'athlétisme à l'âge de seize ans, après avoir pratiqué la course d'orientation, sport très populaire en Suède. Spécialisé dans les courses de demi-fond à ses débuts, il fait ses débuts sur la scène internationale en 1964 à l'occasion des Championnats d'Europe juniors de Varsovie, remportant l'épreuve du 3 000 mètres plat. En 1965, le Suédois améliore par deux fois le record du monde junior du 1 500 mètres steeple (4 min 2 s 8 puis 4 min 0 s 6). En 1968, Anders Gärderud participe aux Jeux olympiques de Mexico. Gêné par l'altitude de la capitale mexicaine, il renonce au 3 000 m steeple, préférant s'aligner sur le 800 et le 1 500 mètres mais est éliminé dès les séries. De retour en Suède, il décide de mettre en parenthèses les courses sur piste pour reprendre les courses d'orientation.
En 1971, le Suédois améliore son record personnel du steeple à l'occasion des Championnats d'Europe d'Helsinki avec le temps de 8 min 28 s 4 réalisé en série. Il termine ensuite dixième de la finale. Le 14 septembre 1972, à Helsinki, Gärderud établit un nouveau record du monde du 3 000 m steeple en 8 min 20 s 8, effaçant des tablettes la meilleure marque mondiale de l'Australien Kerry O'Brien. Destitué de son record en tout début d'année 1973 par le Kényan Ben Jipcho, il bat le record d'Europe durant la saison 1974 en 8 min 18 s 4. Sélectionné pour les Championnats d'Europe de Rome, Anders Gärderud remporte sa première médaille lors d'une compétition internationale majeure en se classant deuxième de la finale du 3 000 m steeple derrière le Polonais Bronisław Malinowski. Le 25 juin 1975, lors de la rencontre triangulaire Norvège-RDA-Suède, il améliore pour la deuxième fois de sa carrière le record du monde de la discipline en franchissant la ligne d'arrivée en 8 min 10 s 4. Une semaine plus tard, devant les 40 000 spectateurs du Stade olympique de Stockholm, Gärderud améliore une nouvelle fois la meilleure marque planétaire en 8 min 9 s 8, devançant notamment Bronisław Malinowski.
Sélectionné pour les Jeux de Montréal en 1976, pour ce qui constitue sa troisième participation olympique consécutive, Anders Gärderud remporte, à l'âge de trente ans, la médaille d'or du 3 000 m steeple en établissant en 8 min 08 s 02 un nouveau record du monde (le quatrième de sa carrière). Il devance finalement Bronislaw Malinowski et Frank Baumgartl.

## Palmarès
| Année | Compétition           | Lieu     | Résultat | Temps         |
| ----- | --------------------- | -------- | -------- | ------------- |
| 1974  | Championnats d'Europe | Rome     | 2e       | 8 min 15 s 04 |
| 1976  | Jeux olympiques       | Montréal | 1er      | 8 min 08 s 02 |

## Records

### Records du monde battus
- 14 septembre 1972 à Helsinki : 8 min 20 s 8
- 25 juin 1975 à Oslo : 8 min 10 s 4
- 1er juillet 1975 à Stockholm : 8 min 09 s 8
- 28 juillet 1976 à Montréal : 8 min 08 s 02

### Records personnels
- 1 500 m : 3 min 36 s 73 (1974)
- Mile : 3 min 54 s 45 (1975)
- 5 000 m : 13 min 17 s 59 (1976)
- 3 000 m steeple : 8 min 08 s 02 (1976, RM)